# Miranda, Isernia
Miranda là một đô thị ở tỉnh Isernia trong vùng Molise, có cự ly khoảng 35 km về phía tây bắc của Campobasso và khoảng 6 km về phía bắc của Isernia. Tại thời điểm ngày 31 tháng 12 năm 2004, đô thị này có dân số 1.065 và diện tích là 22,3 km².
Miranda giáp các đô thị: Carovilli, Isernia, Pesche, Pescolanciano, Roccasicura, Sessano del Molise.